# Robert ten Brink

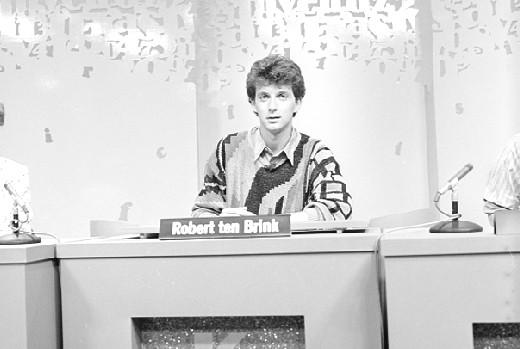
In de jaren 80 presenteert Robert ten Brink Cijfers en Letters

Robert ten Brink (Amsterdam, 20 oktober 1955) is een Nederlands televisiepresentator die ooit als acteur is begonnen. Hij is vooral bekend als de presentator van programma's als het Jeugdjournaal, Lingo, All You Need Is Love, Weekend Miljonairs en Holland's Got Talent. Sinds 2006 is Ten Brink werkzaam bij RTL 4.

## Levensloop
Na de havo doorliep Ten Brink met succes de kleinkunstacademie. In 1977 sloot hij zich aan bij theatergroep Splinter met Coen van Vrijberghe de Coningh.
Ten Brink begon in 1979 bij de KRO als radio-dj. Tot 1982 presenteerde hij daar samen met Hubert van Hoof en Bram van Splunteren de Noenshow. Ook deed hij van 1985 t/m 1994 iedere 5 december de stem van Sinterklaas in De Avondspits van Frits Spits, waarbij hij de goedheiligman op de hak nam.
In 1981 maakte hij de overstap naar tv met de quiz Cijfers en Letters (KRO). Andere programma's volgden, waaronder het Jeugdjournaal bij de NOS en Superfan en Wereldwijs voor de VARA. Het Jeugdjournaal betekende zijn grote doorbraak. In 1989 werd hij de eerste presentator van het populaire spelletjesprogramma Lingo.
In 1992 vertrok hij naar Veronica, eerst nog een publieke omroep en vanaf 1995 een commerciële omroep, om daar het uitermate succesvolle All You Need Is Love te presenteren. All You Need... trok in het eerste seizoen ongeveer vier miljoen kijkers per aflevering, en werd daarmee het kenmerkende exponent van de Nederlandse emotie-tv. Daarnaast presenteerde hij van 1995 t/m 1997 de De Travestieshow, waarmee de showtravestie landelijke bekendheid kreeg.
In 1998 bood SBS6 Ten Brink een vijfjarig contract aan, en hij vertrok naar die omroep waarbij hij All You Need Is Love meenam. In 1999 begon hij aldaar met de presentatie van het spelprogramma Weekend Miljonairs. Ook presenteerde hij Big Diet, een op Big Brother lijkend reality-programma, waarin een groepje mensen met overgewicht werd gevolgd terwijl ze probeerden af te vallen.
Toen de Lotto, de hoofdsponsor van het programma, in februari 2006 besloot Weekend Miljonairs over te laten gaan naar RTL 4, dreigde de aan SBS gebonden Ten Brink zijn programma kwijt te raken. Omdat ook het programma All You Need Is Love was gestopt vond hij dat SBS hem niets meer te bieden had. Hierop besloot hij per direct op te stappen. Hij tekende een driejarig contract bij RTL, waar hij Weekend Miljonairs kon blijven presenteren. Ook werd bekend dat hij het volgende jaar een nieuw zaterdagavondprogramma zou gaan presenteren.
In het seizoen 2006/2007 speelde Ten Brink een prominente rol in de voorstelling De Grote Arie & Silvester Spektakel Show van cabaretduo Arie en Silvester waar hij middels een groot videoscherm als presentator van een spelshow opdrachten gaf aan het duo.
Vanaf het najaar van 2008 presenteerde Ten Brink een spelshow genaamd Het Moment van de Waarheid; de Nederlandse versie van The Moment Of Truth, waarin de kandidaten door de waarheid te spreken geld konden verdienen. Weekend Miljonairs was inmiddels gestopt.
In 2008 was Ten Brink gedurende twee uur ambtenaar van de burgerlijke stand van Breda. Tussen 12.00 en 14.00 uur mocht hij mensen in het huwelijk laten treden. Daaronder bevond zich ook een homohuwelijk.
In 2009 was Ten Brink te gast bij de Toppers in Concert, in de ArenA.
Vanaf 28 november 2009 presenteert Ten Brink ook de quiz Succes Verzekerd die eerder door Carlo Boszhard werd gepresenteerd.
Voor RTL 4 kroop Ten Brink in 2010 en 2011 in de rol van goedheiligman voor het Club van Sinterklaas Feest. Sinds 2012 heeft Wilbert Gieske de rol overgenomen.
Van 2015 tot 2016 presenteerde Ten Brink de quiz BankGiro Loterij The Big Picture op de zondagavond van RTL 4. Tevens was hij in 2015 de verteller in het grote muzikaal-Bijbelse Paasevenement The Passion in Enschede.
Op 25 mei 2019 keerde Ten Brink terug als presentator van de quiz Weekend Miljonairs, ditmaal onder de naam BankGiro Miljonairs op RTL 4.
In 2021 was Ten Brink wederom te zien als Sinterklaas ditmaal in de bioscoopfilm De Grote Sinterklaasfilm: Trammelant in Spanje; Ten Brink hernam deze rol ook in de vervolg filmen. Hij nam deze rol over van Bram van der Vlugt die een jaar eerder slachtoffer werd van de coronapandemie. Tevens was hij datzelfde jaar te zien als de oliebol in The Masked Singer tijdens de oud-en-nieuwspecial 2021, hij eindigde op de vierde plek.

### Privé
Ten Brink is sinds 1981 getrouwd met de half-Italiaanse Roos Cialona (1956). Samen hebben ze vijf dochters. Met zijn hele gezin was hij een aantal jaar geleden te zien in een reclame van koekjesmerk Liga. Dochter Charlotte ten Brink deed mee aan het tweede seizoen van Popstars. Ten Brink had een zwarte labrador genaamd Coen, vernoemd naar zijn overleden vriend Coen van Vrijberghe de Coningh.

## Onderscheidingen
- 1993: AVRO Gouden Televizier-Ring voor het beste televisieprogramma;
- 2000: Zilveren Televizier-ster voor beste mannelijke televisiepersoonlijkheid.
- 2013: Ridder in de Orde van Oranje-Nassau[6]

## Omroepen en zenders
| Jaar         | Medium   |
| ------------ | -------- |
| 1979 - 1982  | KRO      |
| 1983 - 1989  | NOS      |
| 1986 - 1992  | VARA     |
| 1992 - 1995  | VOO      |
| 1995 - 1998  | Veronica |
| 1998 - 2006  | SBS6     |
| 2006 - heden | RTL      |

## Filmografie

### Als acteur
- 2010: Het Club van Sinterklaas Feest, als Sinterklaas
- 2012: Madagascar 3: Europe's Most Wanted, als Vitaly de Siberische tijger (stem)
- 2013: De TV Kantine, als Dokter Love
- 2021: De Grote Sinterklaasfilm: Trammelant in Spanje, als Sinterklaas[5]
- 2022: De Grote Sinterklaasfilm: Gespuis in de speelgoedkluis, als Sinterklaas
- 2022: De Kleine Grote Sinterklaasfilm, als Sinterklaas
- 2023: De Grote Sinterklaasfilm en de strijd om pakjesavond, als Sinterklaas[7]
- 2024: De Grote Sinterklaasfilm: Stampij in de bakkerij, als Sinterklaas

### Radioprogramma's
- De Noenshow (1979-1982), radioprogramma bij de KRO
- De Steen en Been Show, radioprogramma bij de VARA
- De Opening, radioprogramma bij de VARA